# Бритва Оккама (Доктор Хаус)
«Бритва Оккама» (англ. Occam's Razor)  — третя серія першого сезону американського телесеріалу «Доктор Хаус». Прем'єра епізоду проходила на каналі FOX 30 листопада 2004. Серія має таку назву, через те, що в ній декілька разів згадується принцип бритви Оккама.

## Сюжет
Молодий хлопець Брендон, після заняття сексом з його нареченою Мінді, непритомніє. Він приходить до тями в лікарняній палаті, де в нього проявляється велика кількість симптомів: кашель, біль в животі, нудота, зниження тиску, гарячка. Кемерон запевняє, що одна хвороба не може викликати всі ці симптоми. Після того, як у Брендона відмовляють нирки, у Формана з'являється припущення, що у нього вірусна серцева інфекція. Хаус не погоджується з таким діагнозом. Він впевнений, що варіант поєднання двох хвороб, таких як гіпотиреоз і фронтит, вірогідніший. З часом обидва лікаря погоджуються з принципом бритви Оккама. Але, несподівано, у Брендона понижується рівень лейкоцитів у крові, що робить діагнози Формана і Хауса не вірними. У хлопця дуже понижується імунна система, а тому постає імовірність смерті від найпростішої хвороби.
Невдовзі у Хауса з'являється ще одна теорія. Брендону давали пігулки від кашлю, але, можливо, в пляшечку з ліками поклали інші пігулки (їх склад був не такий, який був написаний на пляшечці), і це викликало подагру. Невідомі пігулки могли спричинити всі симптоми, окрім кашлю. Щоб підтвердити цю теорію, Чейз йде до аптеки, де батьки Брендона купували ліки. Але пігулки в пляшечці виявляються вірними. Хаус швидко виправляє свою теорію і проводить тест. Він заходить до палати пацієнта і вимагає в нього підтвердити користування наркотиками. Спочатку Брендон вагається, але потім зізнається. Доктор Хаус смикає його за волосся, яке без зусиль виривається. Отже, пацієнт був уражений подагрою, а при передозуванні наркотиками виник великий тиск на імунітет і нирки, який дуже ослабив їх. Брендона виліковують. Кемерон і Чейз виявляють, що на пігулках, які приймав Брендон до лікарні, не було літер (пігулки, які зняли з підозри були дуже схожими, але мали літеру L). Хаус знаходить в аптеці при лікарні дві пляшечки з ліками проти кашлю, проте пігулки в них переплутані (в пляшечці з ліками з літерою L знаходяться звичайні жовті пігулки, в пляшечці без літери пігулки також мають жовтий колір, але на них намальована літера L).